# Guadalentín (afluente del Guadiana Menor)
El río Guadalentín  es un río del sur de España, un afluente del río Guardal (curso alto del río Guadiana Menor) perteneciente a la cuenca hidrográfica del Guadalquivir.

## Geografía
El Guadalentín nace en la Sierra del Pozo, en el parque natural de la sierra de Cazorla formándose de pequeños arroyos que bajan de la sierra de la Cabrilla a la altura del Majal de la Carrasca, recibe al arroyo de los Arenales y ya con cauce permanente fluye por el fondo de un profundo barranco en dirección sur. Recibe en el vado de las Carretas al arroyo de San Pedro, de aguas intermitentes, y en la Cerrada de la Canaliega al arroyo de los Tornillos de Gualay. Siempre en dirección sur y al fondo de un profundo barranco recibe los arroyos de las Acebadillas y arroyo Frío, a la altura de la cerrada del mismo nombre. 
Atraviesa la Cerrada de la Herradura y se remansa en el embalse de La Bolera a 971 m s. n. m., 53 hm³, donde tiene el manantial conocido como nacimiento del Guadalentín en una profunda cueva donde se junta el arroyo de la rambla. El nacimiento queda bajo las aguas del pantano cuando éste está lleno. 
El pantano de la Bolera recibe las aguas de los arroyos de Guazalamanco, de la Rambla, de la Venta y del Vidrio. Bajo el pantano atraviesa la Cerrada de la Bolera y bajo esta recibe las aguas del arroyo de la Alcantarilla. 
Aguas abajo de la Bolera, recibe el importante aporte del manantial de Peralta, y continúa hacia el sur encajado en un profundo cañón hasta el embalse del Negratín, donde desemboca en el Guadiana Menor, entre los municipios de Cuevas del Campo y Zújar.
No hay que confundirlo con el río Guadalentín o Sangonera afluente del río Segura.

## Galería
|                                                                                |
| Colas del embalse de La Bolera, donde el río Guadalentín comienza a remansarse |

|                                                      |
| Valle del río Guadalentín, desde la Cañada del Mesto |